# Rudolph Valentino
Rudolph Valentino, eredeti nevén Rodolfo Pietro Filiberto Raffaello Guglielmi di Valentina d'Antonguolla (Castellaneta, 1895. május 6. – New York, 1926. augusztus 23.) a némafilm korszak egyik legnépszerűbb színésze volt. Megteremtette a 20-as évek romantikus hősszerelmes figuráját és Hollywood „nagy szeretője” -ként bálványozták. Leghíresebb filmjei A Sejk (1921), Az apokalipszis négy lovasa (1921), Véres aréna (1923) és a A fekete sas (1925). Hirtelen bekövetkező, tragikus halála után rajongói világszerte gyászolták.

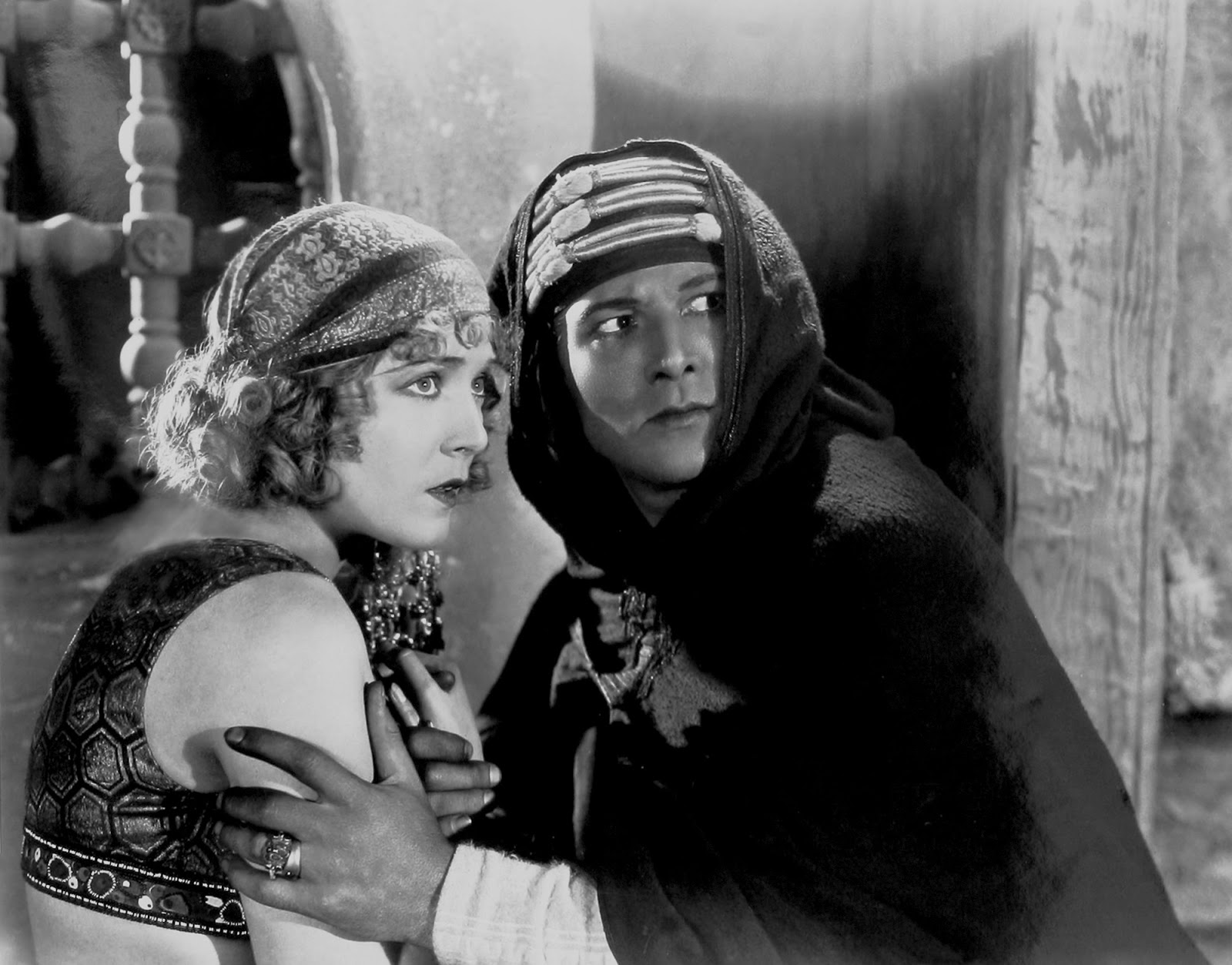
Bánky Vilma és Rudolph Valentino A sejk fia című filmben (1926)

## Élete
Valentino Dél-Olaszország Apulia régiójában fekvő Castellaneta-ban született, Apja, Giovanni Antonio Giuseppe Fedele Guglielmi di Valentina d'Antonguella, az olasz hadsereg lovasságának kapitánya, később állatorvos volt, aki maláriában halt meg, amikor Rudolph 11 éves volt.(1906)
Édesanyja, Marie Berthe Gabrielle Barbin (1856–1918) francia származású volt. Valentinónak összesen négy testvére volt  egy bátyja Alberto (1892–1981), egy húga, Maria, és egy nővére, Beatrice, aki csecsemőkorban halt meg.
Valentino fiatalon sosem vette komolyan a tanulmányait, az iskolában rosszul teljesített. Rajongott a kalandért, sokkal inkább vonzotta a természet, mint az iskolapad. Állítólag rendszeresen lógott az órákról és nem figyelt oda. Apja halála után az anyja végül beíratta egy mezőgazdasági iskolába Taranto-ban, ahol diplomát szerzett.
1912-ben Párizsba utazott, ahol kevesebb mint egy évet töltött, miután elköltötte az összes pénzét, visszatért szülőhazájába. Olaszországba, képtelen volt munkát találni, és mindenki biztos volt benne, hogy soha nem lesz sikeres az életben. A nagybátyjai úgy döntöttek, hogy az Egyesült Államokba kell küldeni, ahol megtanulhat férfiként élni.
Miután elutasították a katonaságnál, állítólag azért, mert túl törékeny volt, mezőgazdaságot tanult. 1913-ban a 18 éves Valentino az Egyesült Államokba emigrált, és New Yorkban telepedett le, ahol eleinte kertészként és mosogatóként dolgozott.
Ez idő alatt „taxitáncosként” is dolgozott a Maxim's Restaurant-Cabaret-ben, mely során nőket szórakoztatott a kávéházban, tánconként 10 centért. Jó mozgása révén, egyre elegánsabb körökbe került.
Valentino közben megismerkedett Blanca de Saulles, chilei örökösnővel, aki boldogtalan házasságban élt fiának apjával, John de Saulles üzletemberrel. Hogy Blancának és Valentinónak valóban volt-e romantikus kapcsolata, nem tudni. Amikor Blanca de Saulles 1915-ben elvált a férjétől, majd Valentino azt vallotta, hogy bizonyítékai vannak arra, hogy John de Saullesnek több nővel is viszonya volt, többek között Valentino egyik táncpartnerével. A válást követően John de Saulles állítólag politikai kapcsolatait felhasználva letartóztatta Valentinót. A bizonyítékok minden esetben gyengének bizonyultak, így hát néhány napos börtön után Valentino óvadékát 10 000 dollárról 1500 dollárra csökkentették. Nagy nyilvánosságot kapott tárgyalást, így azt követő botrányt után Valentino nem talált munkát. Nem sokkal a tárgyalás után Blanca de Saulles lelőtte volt férjét a fiuk feletti felügyeleti vita során. Valentino attól tartva, hogy tanúként újra behívják, elhagyta a várost, és csatlakozott egy zenés utazó társulathoz, amely a nyugati partra vezette.
Egyik fellépése során találkozott a fiatal színésszel Norman Kerry-vel, aki azt tanácsolta Valentinónak, hogy próbálkozzon a színészettel.

## Karrierje
Színészi karrierje kezdetén kizárólag gonosz karaktereket alakított, mivel akkoriban az amerikaiak számára Valentino mediterrán bőrszíne túl egzotikusnak számított és a romantikus hősöket kizárólag amerikai színészek játszhatták. 1918-ban D. W. Griffith, filmrendező egy meghallgatáson elutasította Valentinót azzal az indokkal, hogy külföldi volt, és a nőknek minden bizonnyal nem tetszene.
1919-ben az Eyes of Youth (Ifjú szemek) című drámában való alakítása során figyelt fel rá June Mathis, aki egyike volt a legelső amerikai női filmrendezőknek. Meggyőzte a film producerét, Rex Ingramet hogy szerepeltesse Valentinót Julióként The four horsemen of the apocalypse (Az apokalipszis négy lovasa) című háborús drámában, amelyet a Metro Pictures Corporation készített. A film hatalmas sikert aratott, Valentino lenyűgözte a közönséget a híres tangó jelenetben alakított táncával, későbbiekben további tizennégy filmben szerepelt. Megszületett a latin szerető képe.
Annak ellenére, hogy Valentinónak hatalmas sikere lett, a Metro Pictures nem emelte meg csekély, mindössze a heti 350 dolláros fizetését, holott akkoriban a filmcsillagok többsége ennek a tízszeresét meghaladó összeget kerestek. Ehelyett a Metro kihasználta Valentino tehetségét a következő három filmjében, ámde a sztár hírneve folyamatosan növekedett. Valentino ezért felmondott, és másik társasággal szerződtetett le, a Famous Players-Lasky-nál (amelyből később a Paramount Pictures lesz) heti fizetésért, amely majdnem háromszorosa annak, amit a Metro fizetett neki. A Famous Players-Lasky szinte azonnal rábízta az 1921 októberében bemutatott The Sheik (A sejk) címszerepét. Ez volt Valentino leghíresebb szerepe. Később azonban újabb anyagi gondok miatt sztrájkba kezdett a stúdió ellen. Ezalatt a két év alatt egyetlen filmet sem forgatott.

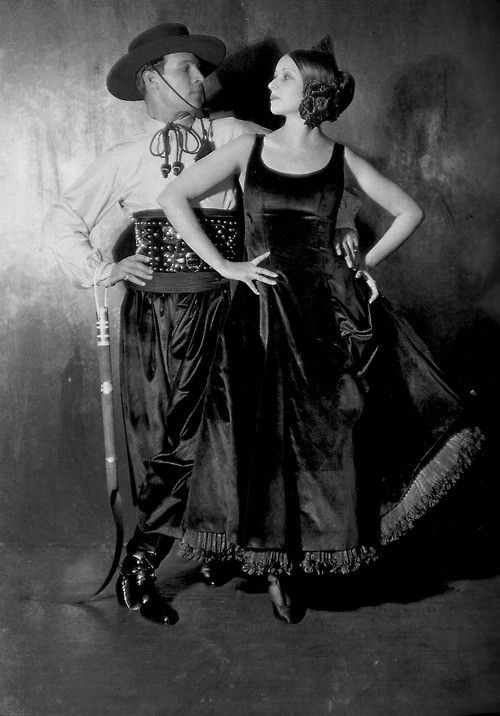
Rudolph Valentino és Natasha Rambova fellépésük során, New York, 1921

1922 végén Valentino találkozott George Ullman-nel, aki később a menedzsere lett. Ullman meggyőzte Rudolph-ot és feleségét, Natachát hogy táncukkal reklámozzák a Mineralava Beauty Clay Company nevű társulatának termékeit. A turné óriási sikert aratott, Valentino és Rambova táncukkal az Egyesült Államok 88 városa mellett Kanadában is felléptek. A turné mellett Valentino a Mineralava szépségápolási termékeket is szponzorálta és a cég szépségversenyeit is bírálta. Az egyik szépségversenyt a fiatal David O. Selznick forgatta, ami a Rudolph Valentino and his 88 Beauties címet viselte.

## Házasságai
Karrierje kezdetén 1919-ben feleségül vette Jean Acker színésznőt. Házasságuk azonban nem tartott sokáig. Több beszámoló szerint Acker kizárta Valentinót a hotelszobájukból a nászéjszakájukon, illetve kiderült, hogy szerelmi háromszögbe keveredett Grace Diamond és Alla Nazimova színésznőkkel. Valentino nem sokkal a házasság után benyújtotta a válópert, azonban miután külön költöztek, jogilag egészen 1921-ig házasok voltak. Ennek ellenére a színész halála előtt végül kibékültek és baráti kapcsolatot ápoltak. Acker Valentino halála után egy barátságos hangvételű dalt írt róla „We Will Meet at the End of the Trail „ címen.

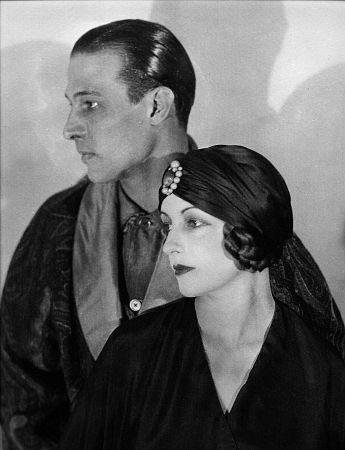
Rudolph és egykori felesége Natacha

Valentino 1921-ben ismerkedett meg második feleségével Winifred Shaughnessy – művésznevén nevén Natacha Rambova – az amerikai jelmez-, és díszlettervezővel az Uncharted Seas forgatásán, majd 1921-ben Nazimova Camille (Kaméliás hölgy) című filmje során szerettek egymásba. Miután 1922. március 1-én Valentino feleségül vette Winifred Hudnutot Mexikóban, bigámia elkövetésével letartóztatták, mivel az akkori törvény szerint a válás kimondásától egy évet kellett várni az új házasságkötésig. Két nap után, óvadék ellenében szabadon engedték a színészt. A párt elválasztották egy időre, majd amint az abszolút rendeletet kiadták, Rudolph és Natacha 1923. május 14-én másodjára házasodtak össze az Indiana állambeli Crown Pointban. Rambova kapcsolatát Valentinóval sokan ellenezték és kollégái úgy tartották felesége túl nagy hatást gyakorol a színész munkájára, illetve karrierje bukásáért is őt vádolták. Valentino 1925-ben aláírt egy szerződést, miszerint kizárják feleségét a forgatásról, valószínűséggel ez vezethetett az 1925-ös válásukhoz. Rambovát kétséget kizáróan rengeteg negatív kritika házasságuk során, azonban egyértelműen hatalmas szerepe volt Valentino életében. 1926-ban Natacha Rambova írt először könyvet Valentinóról "Wife memories of an icon” címmel.
Röviddel a halála előtt Valentino Marion Wilson Bendával randevúzott, miközben Pola Negri színésznővel is kapcsolatban állt. Halálakor Negri jelenetet rendezett a temetésén, azt állítva, hogy eljegyezték egymást, annak ellenére, hogy Valentino soha nem említette ezt az eljegyzést senkinek.

## Magánélete
Halála után felmerült a gyanú számos közvetett információ alapján, hogy Valentino homoszexuális beállítottságú volt és házassága Natacha Rambova-val egy úgynevezett „levendulaházasság” lehetett. Habár sokan ezt a teóriát tényként kezelik ma, de kétséget kizáróan nem sikerült igazolni. Mindketten tehetséges előadóművészek voltak, sok közös érdeklődés kapcsolta őket össze. Rambova még Valentino menedzsere is lett filmes karrierje csúcsán. Hollywoodi sikereik ellenére azonban a pár sosem tudta elkerülni a vitákat és a botrányokat. Egy biztos, Rudolph Valentino és Natacha Rambova kapcsolata sosem volt hagyományos.
Valentinót élete során az amerikai férfiak rengeteget gúnyolták, túl nőiesnek, kifinomultnak és érzelmesnek tartották. Ennek ellenére a nők odavoltak a színészért, halálakor kész tömeghisztéria alakult ki.1922-ben Dick Dorgan karikaturista a Photoplay magazinon keresztül kijelentette: „Gyűlölöm Valentinót! Minden férfi gyűlöli Valentinót (…) a férfiak alapítottak egy titkos rendet, hogy utálják, gyűlöljék és megvessék nyilvánvaló okokból.”
1926-ban Chicago Tribune egyik ismeretlen írója A rózsaszín púderpamacs (Pink Powder Puff) című cikkben megkérdőjelezte a színész férfiasságát és szexuális irányultságát. A cikk szerint Valentino felháborodott a rágalmazáson és bokszpárbajra hívta a cikk szerzőjét, azonban nem sokkal ezután összeesett, és mindössze 31 éves korában gyomorfekély és hashártyagyulladás következtében hunyt el, 1926. augusztus 23-án.
Valentinónak látszólag balszerencséje volt a nőkkel, különösen a házasságai során, azonban az irántuk való szeretetét kérdés nélkül bebizonyította, különösen egykori felesége, Natacha iránt, még akkor is, ha ezek az érzések nem úgy tértek vissza, ahogy remélte. Bár magánéletében talán nem felelt meg a nagy szeretőről alkotott ideálnak ugyanakkor a nőknek mindig is nagy szerepük voltak az életében.

## Hangfelvételek
Habár Valentino egyetlen hangosfilmben sem szerepelt, 1923. május 14-én a New Yorkban két énekfelvételt készített a Brunswick Records számára: Kashmiri Song (A Sejk) és El Relicario (Vér és Homok) Mindössze ebben a két dalban hallható az olasz származású színész hangja.

## Bibliográfia
- Valentino, Rudolph (1923). Day Dreams. McFadden Publications.
- Valentino, Rudolph (1923). How You Can Keep Fit. McFadden Publications.
- Valentino, Rudolph (1929). My Private Diary. Occult Publishing Company

## Filmográfia

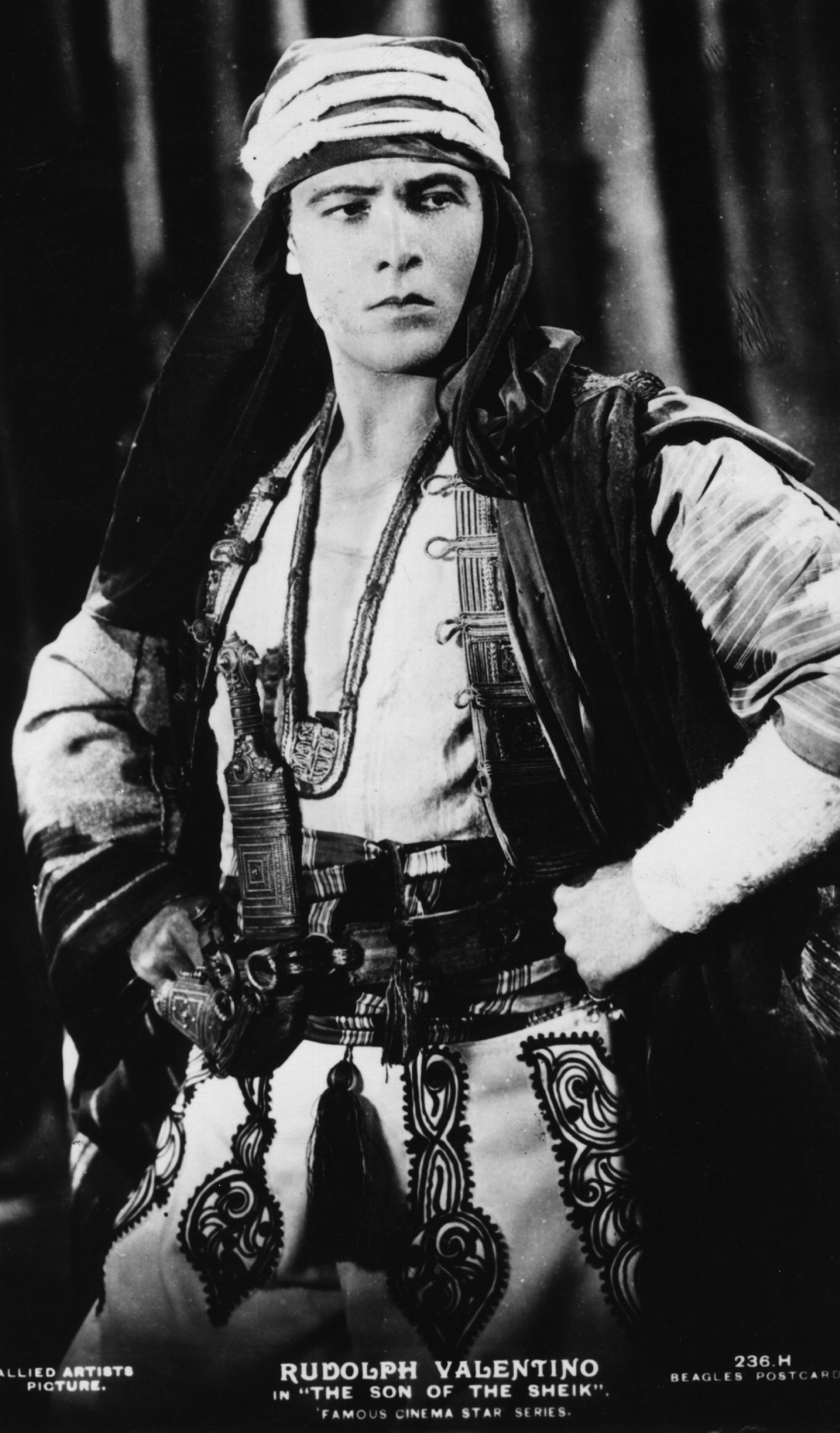
A sejk (1921)

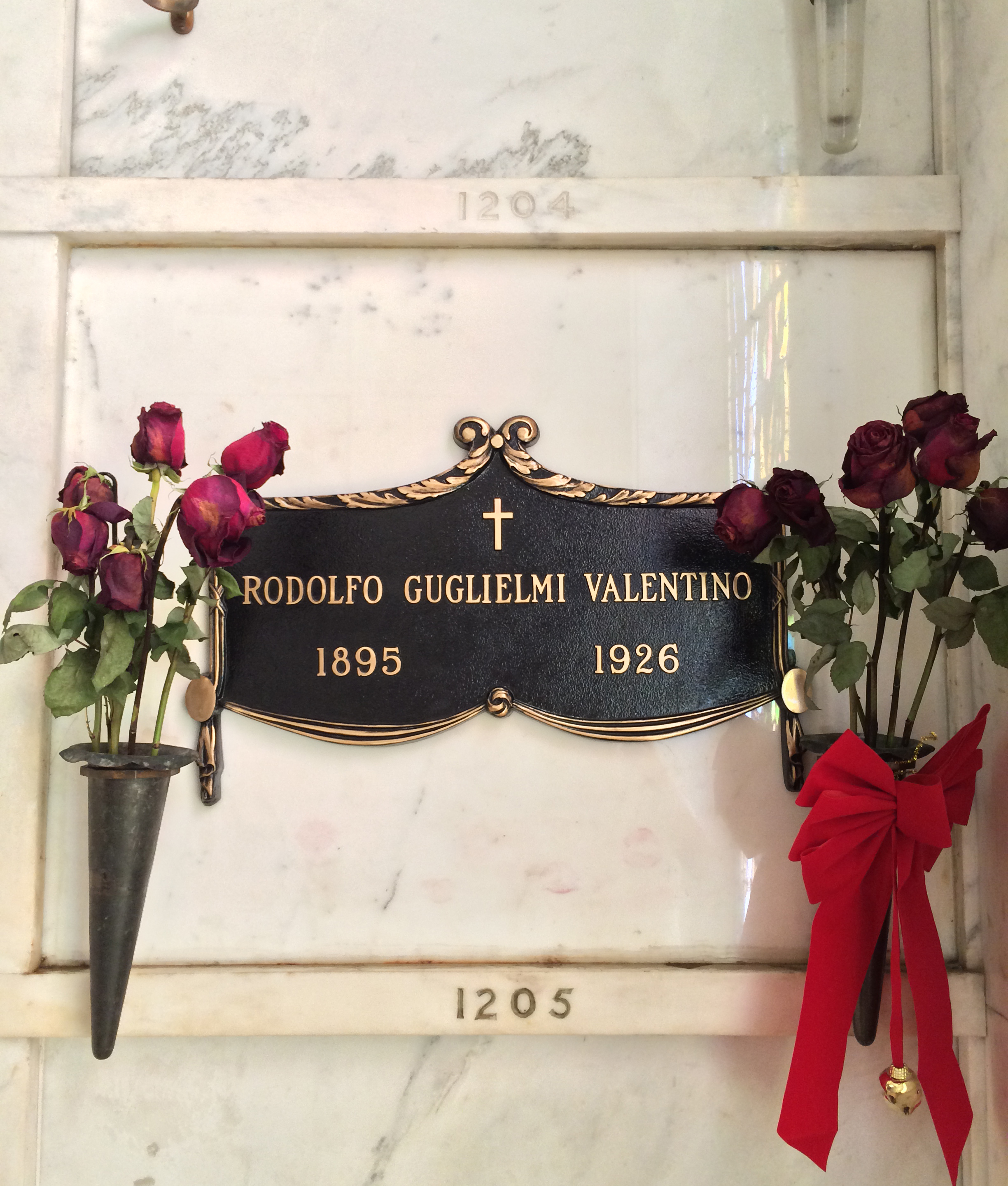
Sírhelye a Hollywood Forever temetőben

| Évszám | Film                                                              | Szerep                        | Elérhetőség  |
| ------ | ----------------------------------------------------------------- | ----------------------------- | ------------ |
| 1914   | The Battle of the Sexes                                           | Mellékszerep                  | elveszett    |
| 1914   | My Official Wife                                                  | Táncos/Mellékszerep           | elveszett    |
| 1916   | The Quest of Life                                                 | Mellékszerep                  | elveszett    |
| 1916   | A balga szűz (The Foolish Virgin)                                 | Mellékszerep                  | elveszett    |
| 1916   | Seventeen                                                         | Mellékszerep                  | elveszett    |
| 1916   | Alimony                                                           | Táncos                        | elveszett    |
| 1917   | Patria                                                            | Mellékszerep                  |              |
| 1918   | A Society Sensation                                               | Dick Bradley                  |              |
| 1918   | All Night                                                         | Richard Thayer                |              |
| 1918   | The Married Virgin                                                | Count Roberto di San Fraccini |              |
| 1919   | The Delicious Little Devil                                        | Jimmy Calhoun                 |              |
| 1919   | The Little big person                                             | Arthur Endicott               | elveszett    |
| 1919   | A Rogue's Romance                                                 | Táncos                        | elveszett    |
| 1919   | The Homebreaker                                                   | Táncos                        |              |
| 1919   | Virtuous Sinners                                                  | Mellékszerep                  |              |
| 1919   | Nobody Home                                                       | Maurice Rennard               |              |
| 1919   | Ifjú szemek (Eyes of Youth)                                       | Clarence Morgan               |              |
| 1920   | Stolen Moments                                                    | Jose Dalmarez                 |              |
| 1920   | An Adventuress                                                    | Jacques Rudanyi               |              |
| 1920   | The Cheater                                                       | Mellékszerep                  | elveszett    |
| 1920   | Passion's Playground                                              | Prince Angelo Della Robbia    | elveszett    |
| 1920   | Once to Every Woman                                               | Juliantimo                    | elveszett    |
| 1920   | The Wonderful Chance                                              | Joe Klingsby                  |              |
| 1921   | Az Apokalyipsis négy lovasa (The Four Horsemen of the Apocalypse) | Julio Desnoyers               |              |
| 1921   | Uncharted Seas                                                    | Frank Underwood               |              |
| 1921   | A sejk (The Sheik)                                                | Sheik Ahmed Ben Hassan        |              |
| 1921   | The Conquering Power                                              | Charles Grandet               |              |
| 1921   | Camille                                                           | Armand Duval                  |              |
| 1922   | Moran of the Lady Letty                                           | Ramon Laredo                  |              |
| 1922   | A sziklákon túl (Beyond the Rocks)                                | Lord Bracondale               |              |
| 1922   | Vér és homok (Blood and Sand)                                     | Juan Gallardo                 |              |
| 1922   | Az ifju maharadzsa (The Young Rajah)                              | Amos Judd                     |              |
| 1924   | Beaucaire úr (Monsieur Beaucaire)                                 | Duke de Chartres/Beaucaire    |              |
| 1924   | A szent ördög (A Sainted Devil )                                  | Don Alonzo Castro             | elveszett    |
| 1924   | Cobra                                                             | Count Rodrigo Torriani        |              |
| 1924   | The Hooded Falcon                                                 |                               | befejezetlen |
| 1925   | A fekete sas (The Eagle)                                          | Lt. Vladimir Dubrovsky        |              |
| 1926   | A sejk fia (The Son of the Sheik)                                 | Ahmed                         |              |

## Fordítás
- Ez a szócikk részben vagy egészben a Rudolph Valentino című angol Wikipédia-szócikk ezen változatának fordításán alapul.  Az eredeti cikk szerkesztőit annak laptörténete sorolja fel. Ez a jelzés csupán a megfogalmazás eredetét és a szerzői jogokat jelzi, nem szolgál a cikkben szereplő információk forrásmegjelöléseként.